# Ожерелье Патиала

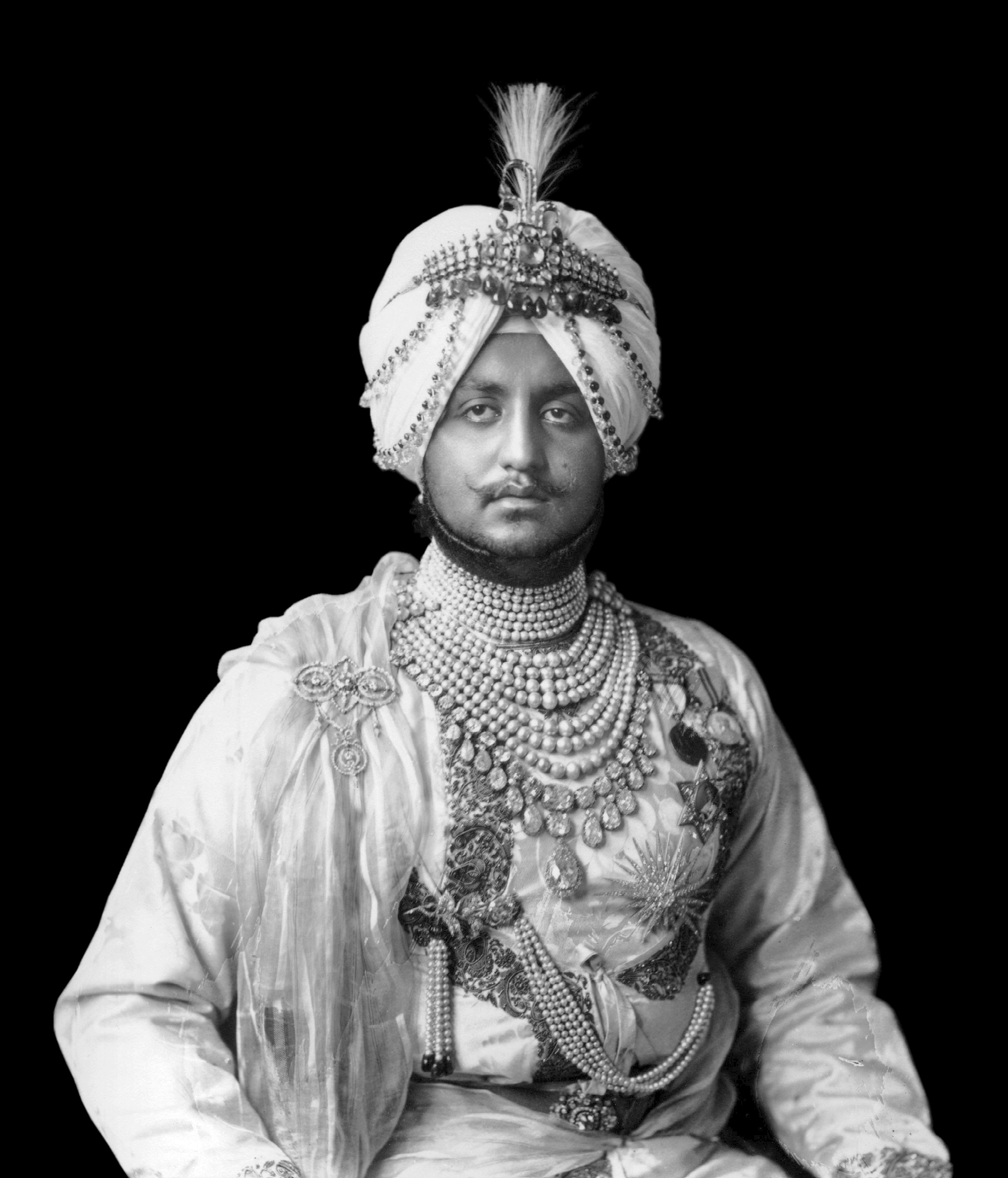
Бхупиндар Сингх в 1911 году

Ожерелье Патиала — бриллиантовое нагрудное украшение, созданное ювелирным домом Cartier по заказу индийского махараджи Бхупиндер Сингха в 1928 году. На изготовление ожерелья ушло около трех лет.
Ожерелье было изготовлено из платины и 2930 бриллиантов общим весом в 962,25 карат. Также включало в себя несколько уникальных камней: седьмой по величине в то время бриллиант De Beers весом 234,6 карат (428 карат до обработки), еще семь крупных бриллиантов весом от 18 до 73 карат и несколько бирманских рубинов.
В 1941 году ожерелье было документально запечатлено на фото в первозданном виде. Примерно в 1948 году оно исчезло из сокровищницы Патиалы. Ожерелье было разобрано и продано по частям, причем первыми были проданы самые ценные камни.
Фрагменты ожерелья обнаруживались на различных мировых аукционах. De Beers появился в 1982 году на аукционе Сотбис в Женеве, его цена составила 3,16 млн долларов. В 1998 году Эрик Нуссбаум, партнер Cartier, обнаружил часть ожерелья в лондонском ювелирном магазине, торгующем «подержанными» украшениями. Крупные бриллианты и бирманские рубины отсутствовали. Фирма Cartier выкупила остатки ожерелья и за четыре года восстановила его первоначальный виды, для этого пришлось заменить утраченные бриллианты на кубический цирконий и синтетические алмазы, а также изготовить точную копию оригинального алмаза De Beers. Стоимость восстановленного ожерелья составляет около 30 миллионов долларов.